# Terry Bradshaw
Terry Bradshaw (* 2. září 1948 Shreveport, Louisiana) je bývalý hráč amerického fotbalu, nastupující na pozici quaterbacka za tým Pittsburgh Steelers. Jeho profesionální kariéra trvala od roku 1970 až do roku 1983. Oficiálně skončil kariéru ve svých pětatřiceti letech, v roce 1984. Odehrál 14 sezón, s týmem Pittsburgh Steelers vyhrál celkem čtyři Super Bowly (v letech 1974, 1975, 1978 a 1979). V roce 1989 byl uveden do síně slávy.
Od roku 1994 působí jako televizní analytik v pořadu NFL Fox Sunday. Kromě toho se věnuje i herectví. Hrál v několika filmech, mezi nimiž je například Lemra líná (2006).